# Iconosfera
Iconosfera es un término acuñado por Gilbert Cohen-Séat con el que engloba el "conjunto de informaciones visuales que circulan en el universo de los medios de comunicación de masas".
Durante la mayor parte de la historia, la producción artificial de imágenes, a cargo de las artes plásticas, era tan restringida que bastaba su utilización para conferir un carácter sacral a las instituciones que las controlaban (arte paleolítico, fetiche, tótem, arte antiguo, iconografía religiosa, aqueiropoieto, maiorum imagines, retrato regio, escenografía del poder, damnatio memoriae, moneda, heráldica, vexilografía). El uso del color era todavía más caro, y por tanto prestigioso y exclusivo.
Desde el final de la Edad Media comenzó la popularización de las imágenes con el grabado, y posteriormente con la imprenta, el periodismo gráfico, la publicidad, el cine y la televisión. Recientes ampliaciones, a través de las TIC, las nuevas pautas de consumo cultural y las redes sociales, han intensificado si cabe la dimensión del componente icónico en todos los aspectos de la vida.